# Dvinskoj
Dvinskoj in russo Двинской? è una città della Russia, nell'Oblast' di Arcangelo, più precisamente nel Verchnetoemskij rajon.